# Jörg Heinrich
Jörg Heinrich (* 6. Dezember 1969 in Böhne-Wilhelminenhof, Kreis Rathenow) ist ein ehemaliger deutscher Fußballspieler und jetziger -trainer.

## Sportliche Laufbahn

### Vereinskarriere
Heinrich begann mit dem Fußballspielen bei der BSG Motor Rathenow. Von 1982 bis 1984 spielte er beim FC Vorwärts Frankfurt (Oder) und kehrte anschließend wieder zu seinem Heimatverein zurück. Nach einer Saison bei der BSG Chemie Velten in der Liga zur Wendezeit wagte er, da in Velten die Finanzierung des bisherigen Trägerbetriebs endete, im Sommer 1990 noch vor der Wiedervereinigung den Schritt in die Bundesrepublik und ging zu Kickers Emden. Abseits der Fleischtöpfe der beiden (dann) gesamtdeutschen Profiligen war Heinrich, in seiner ersten Saison nur noch viertklassig aktiv, in der Firma des Kickers-Präsidenten als Schlosser-Azubi tätig.
Nachdem er von den Trainern der drittklassigen Amateur-Oberliga Nord zum Spieler der Saison 1993/94 gewählt worden war, wechselte er im Sommer 1994 für 100.000 DM in die Fußball-Bundesliga zum SC Freiburg. Zwischen 1996 und 1998 sowie von 2000 bis 2003 spielte er für Borussia Dortmund. Dazwischen spielte er für den AC Florenz in der italienischen Serie A. Die Summe von 25 Millionen DM, die Florenz an den BVB zahlte, war die höchste Ablöse, die bis dahin für einen deutschen Spieler gezahlt wurde.
2003/04 lief er für den 1. FC Köln auf. Später war er für den Viertligisten Ludwigsfelder FC aktiv, bevor er 2005 zum damaligen Absteiger in die Oberliga Nordost (Staffel Nord) 1. FC Union Berlin wechselte, wo er im Dezember 2005 seine aktive Laufbahn beendete und den Posten des Sportdirektors übernahm. Er gab dieses Amt am 1. März 2007 wieder an Christian Beeck ab und ist seitdem ehrenamtliches Mitglied des Präsidiums. In der Saison 2006/07 spielte er in seiner Freizeit für Chemie Premnitz neun Punktspiele in der Landesklasse Brandenburg. Im Sommer 2007 kehrte er nach 17 Jahren zurück nach Velten. Hier spielte er jedoch nur noch bei den Senioren. Von 2008 bis 2011 spielte er beim BSC Rathenow 1994 in der Landesliga Brandenburg-Nord (siebthöchste Spielklasse).

### Auswahleinsätze
Jörg Heinrich gab sein Debüt am 21. Juni 1995. Beim 2:0-Sieg in Zürich gegen Italien stand er in der Startelf. Im Jahr 1996 kam er zu keinem Länderspieleinsatz und stand auch nicht im Kader für die Fußball-Europameisterschaft 1996. Erst am 26. Februar 1997 kam er wieder zu einem Länderspieleinsatz, als er beim 1:0-Sieg gegen Israel in der 90. Minute für Mario Basler eingewechselt wurde. Der Einsatz gegen Israel war sein drittes Länderspiel. Mit der Nationalmannschaft nahm er auch an der Fußball-Weltmeisterschaft 1998 in Frankreich teil. Am 18. Juli 1999 wurde Jörg Heinrich von Erich Ribbeck für das deutsche Aufgebot zum Konföderationen-Pokal nominiert. Im Turnier, für das sich Deutschland als Europameister 1996 qualifizierte, schied die Mannschaft jedoch als Tabellendritter aus. Heinrich kam in allen drei Partien zum Einsatz. Das letzte Gruppenspiel am 30. Juli 1999, gegen die USA, war sein vorerst letztes Länderspiel.
Heinrich wurde nach dem Turnier von Ribbeck nicht mehr nominiert, so auch nicht für den deutschen Kader zur EM 2000. Am 8. August 2000 wurde er dann nach einjähriger Abstinenz wieder für die Nationalmannschaft nominiert, als er von Ribbecks Nachfolger Rudi Völler für das Freundschaftsspiel am 16. August 2000 in Hannover gegen Spanien aufgeboten wurde. Gegen Spanien stand er in der Anfangself und wurde nach 67 Minuten durch Thomas Linke ersetzt. Das Spiel gewann die deutsche Nationalelf mit 4:1. 2002 wurde er für den vorläufigen Kader zur Fußball-Weltmeisterschaft 2002 nominiert. Bei den Testländerspielen gegen Wales (0:1) und Österreich (6:2) kam er zum Einsatz. Allerdings sollte das Testländerspiel gegen Österreich am 18. Mai 2002 auch sein letztes Länderspiel sein. Am 21. Mai 2002 gab Heinrich selbst seinen Verzicht auf die Teilnahme an der Fußball-Weltmeisterschaft bekannt. Nach der Fußball-Weltmeisterschaft wurde Heinrich nicht mehr nominiert. Insgesamt trug Jörg Heinrich von 1995 bis 2002 37 Mal das Nationaltrikot.

### Spielweise
Heinrich galt als ein sehr vielseitiger Spieler. Obwohl er nominell linker Außenbahnspieler war, war er beidfüßig sowie offensiv (24 Bundesligatore in 204 Spielen) und defensiv gleich stark. Bei Borussia Dortmund zum Beispiel spielte Heinrich, je nach Bedarf, abwechselnd rechten und linken Vorstopper als auch die rechte oder linke Außenbahn.

### Erfolge
Mit Borussia Dortmund:
- 1995/96 und 2001/02 Deutscher Meister
- 1996/97 Champions-League-Sieger
- 1997 Weltpokalsieger
- 2001/02 UEFA-Pokal-Finalist

## Weiterer Werdegang
Zwischen Dezember 2005 und Februar 2007 war Heinrich Sportdirektor beim 1. FC Union Berlin. Außerdem schloss er im April 2012 eine Ausbildung zum Fußballlehrer ab. Am 1. Juli 2013 löste er Ingolf Pfahl als Trainer beim BSC Rathenow 1994 ab. Von Sommer 2015 bis März 2016 war er Trainer beim FSV 63 Luckenwalde, bevor er aus Mangel an Erfolg beurlaubt wurde.
Am 10. Dezember 2017 wurde Heinrich bei seinem Ex-Verein Borussia Dortmund neben Manfred Schmid Co-Trainer von Peter Stöger bis zum Ende der Saison.
Jörg Heinrich betreibt ein Sportartikelgeschäft mit Filialen in Berlin-Spandau und Rathenow. Er lebt in Falkensee. Für den BVB ist er als Clubbotschafter aktiv.